# Harlan Leonard
Pour les articles homonymes, voir Leonard.
Harlan Leonard (né le 2 juillet 1905 à Kansas City, Missouri et mort dans la même ville en 1983) était un saxophoniste de jazz (alto, ténor, soprano) et chef d'orchestre américain. 

## Discographie
- Rockin' With The Rockets (1940)
- A La Bridges, Dameron Stomp (1941)
- Specs and Spots (from AFRS Jubilee 52 - 1943)